# Echinomorpha nishihirai
Echinomorpha nishihirai är en korallart som först beskrevs av Veron 1990.  Echinomorpha nishihirai ingår i släktet Echinomorpha och familjen Pectiniidae. IUCN kategoriserar arten globalt som nära hotad. Inga underarter finns listade i Catalogue of Life.